# Nicolás Cabasilas
Nicolás Cabasilas (Salónica, c. 1320 - antes de 1391) fue un teólogo y filósofo bizantino.
Sobrino del célebre polemista Nilo Cabasilas. Estaba ligado al círculo que colaboraba estrechamente con el emperador Juan VI Cantacuceno. Sin embargo, no era, como se dice, arzobispo de Salónica; probablemente no era ni clérigo. No obstante, parece que figuraba en 1354 como candidato al trono patriarcal. 
Cabasilas fue un hombre instruido y hábil, uno de los mejores escritores de la Iglesia griega en el siglo XIV. En el asunto de los hesicastas se colocó del lado de Gregorio Palamás y lo defendió con ardor contra Nicéforo Grégoras (escribió un panfleto titulado «Contra los desatinos de Grégoras»: PG 148,61). Combatió también a los latinos con motivo de la forma de la eucaristía. La consagración, dice (PG 150,426), requiere, juntamente con las palabras de la institución de la Eucaristía, las oraciones que siguen, en las que se invoca al Espíritu Santo. Fuera de estas polémicas, Cabasilas compuso algunos tratados y algunos sermones notables, la mayor parte de los cuales están editados. Los mejores son La interpretación de la santa liturgia y La vida en Cristo. 
- La interpretación... (PG 150,368-492; Sources chrétiennes, 4 bis, París 1967; trad. francesa de S. Salaville, París-Lyon 1943, 2 ed. París 1967; trad. rumana de E. Branisté, Bucarest 1943; trad. inglesa de J. M. Mc Nulty, Londres 1960) es una excelente exposición metódica y doctrinal de los ritos y de las fórmulas de la misa bizantina. El libro fue consultado en las primeras deliberaciones del concilio de Trento sobre el sacrificio eucarístico. Bossuet, al citarle en 1689, llama a Cabasilas «uno de los más sólidos teólogos de la Iglesia griega».

- La vida en Cristo (ed. por W. Gass, Greifswald 1848, 2 ed. 1899; reimpreso en PG 150,493-725; trad. francesa de S. Broussaleux, Amay 1932 y Chevetogne 1960; trad. alemana de G. Koch-E.) presenta la vida espiritual como una vida de unión con Cristo que se nos comunica por medio de los sacramentos. Esta vida es obra de la gracia divina, de Cristo que obra de una manera especial por medio del bautismo y de la eucaristía. Esta gracia exige, sin embargo, una cooperación humana: la buena voluntad que se somete a la gracia. La ed. española (3.ª ed. Madrid: Rialp, 1957) va acompañada de un amplio estudio preliminar de los padres L. Gutiérrez Vega y B. García Rodríguez.

Otro grupo de escritos lo constituyen algunos discursos religiosos u homilías: Homilía contra los usureros (PG, 150,728-749); Panegírico de santa Teodora (PG, 150, 753-772; Acta Sant., Abril I, 55-69); Panegírico de San Demetrio, en Th. Ioannou, Mnemeia hagiologica, Venecia 1884, 67-114; "Homilías mariales: sobre la Natividad, la Anunciación, la Dormición", ed. O. Jugie, en Patrologia Orientalis, XIX, 1925, 456-510; He. Theometor, Treis theometorikes homilies, Atenas 1968. Hay que añadir también una corta "Priere a Jésus-Christ", ed. y trad. en Échos d'Orient, XXXV (marzo de 1936). Para las otras ed. parciales, cf. H. O. Beck, Kirche und theologische Literatur im byzantinischen Reich, Múnich 1959, 780-783. 
G. Horn ("La vie dans le Christ de N. Cabasilas", Rev. d'Ascetique et de Mystique 3 (1922) 20-45) ha resumido en las cinco ideas siguientes la doctrina de Cabasilas: 
- la compenetración del mundo futuro y del mundo presente;
- los sentidos espirituales y las facultades espirituales;
- las relaciones íntimas del cristiano con Cristo;
- la obra del hombre en la unión a Cristo;
- el amor puro.

Simplemente, se podría reducir la doctrina espiritual de Cabasilas a la doctrina del Cuerpo místico de Cristo, del que «nosotros somos los miembros y él es la cabeza» (PG 150, 500 D). 

## Ediciones en español
- Cabasilas, Nicolás (1999). La vida en Cristo. Ediciones Rialp. ISBN 978-84-321-3261-2.

- Cabasilas, Nicolás (2005). Explicación de la divina liturgia. Centre de Pastoral Litúrgica. ISBN 978-84-9805-057-8.
- El contenido de este artículo incorpora material de la Gran Enciclopedia Rialp que mediante una autorización permitió agregar contenidos y publicarlos bajo licencia GFDL. La autorización fue revocada en abril de 2008, así que no se debe añadir más contenido de esta enciclopedia.

- Datos: Q506564